# 莫比乌斯 最终幻想
《莫比乌斯 最终幻想》是一部由史克威尔艾尼克斯制作并发行在智能手机iOS和Android平台以及Windows平台上的《最終幻想》系列衍生游戏作品。本作起初是以《最终幻想》系列正统作品标准为目标开发的智能手机平台游戏作品，后移植到Windows平台。游戏讲述了一名叫做沃尔（WoL）的失去记忆的男子发现自己在一个被称作帕拉米提亚（Palamecia）的陌生国度里醒来，古老的预言将揭示他的未来冒险故事。游戏作为系列衍生作品，包含了系列中经典的游戏元素，并针对手机平台进行了优化。
《莫比乌斯 最终幻想》在2015年4月开始开放预先注册并于2015年夏季在日本地区以免费下载包含收费内容的形式提供下载。游戏在2016年8月3日在全球上线，并提供繁体中文。2020年1月，史克威尔艾尼克斯宣布本作将于2020年3月31日在日本停服，6月30日在全球范围停服。

## 开发历史
《莫比乌斯 最终幻想》最初的设想是史克威尔艾尼克斯计划开发一款不差于家用主机游戏水平的手机游戏。北濑佳范意识到当前手机游戏已经有能力达到家用主机游戏的水准，但是市场上还没有一款手机游戏达成这一目标，于是他认为这是一个好机遇填补这个市场空白。本作被视为《最终幻想》系列首次在手机平台制作如此大规模的游戏，本作的制作人濱口直樹在2015年的“Unite 2015 Tokyo”研讨会上透露本作的开发团队规模不输于《最终幻想》系列正统续作开发团队的人数规模。